# اف‌دی-۲۵ دفندر
اف‌دی-۲۵ دفندر (به انگلیسی: Fletcher_FD-25) یک هواگرد ملخ‌پیشین تک‌موتوره از نوع ضد اغتشاش ساخت شرکت Fletcher است. هواگرد اف‌دی-۲۵ دفندر نخستین پروازش را در ۱۹۵۳ میلادی انجام داد. در مجموع، تعداد ۱۳ فروند از این هواگرد ساخته شده‌است.
طراح این هواگرد، John Thorp بود.